# 149 mm haubica 149/19 Modello 37
Obice da 149/19 modello 37 – włoska ciężka haubica z okresu II wojny światowej.
Prace nad nową haubicą rozpoczęto w 1930, ale pierwszych 16 egzemplarzy wyprodukowano dopiero w 1938. Armia włoska zamówiła 1392 haubice tego typu, ale do momentu kapitulacji Włoch w 1943 wyprodukowano mniej niż 150 egzemplarzy tej broni w trzech różnych wersjach (modello 37, 41, 42 różniących się tylko szczegółami konstrukcyjnymi).
Po kapitulacji Włoch wszystkie haubice przejął Wehrmacht, gdzie znane one były jako 15 cm sFH 404(i).  Używana była do końca wojny, jej maksymalna donośność była nieco większa niż donośność standardowej ciężkiej haubicy Wehrmachtu 15 cm schwere Feldhaubitze 18.